# لی هائه چان
لی هائه-چان (کره‌ای: Lee Hae-chan) (زاده ۱۰ ژوئیه ۱۹۵۲) یک سیاستمدار کره جنوبی است که هم‌اکنون هفتمین دوره خدمت خود را در مجلس شورای ملی (کره جنوبی) می‌گذراند. وی در ۲۷ اوت ۲۰۱۸ به عنوان رهبر میانه‌رو لیبرال حزب مینجو کره جنوبی انتخاب شد. او سابقاً نخست‌وزیر کره جنوبی بود. وی در انتخابات مجلس کره جنوبی به عنوان رهبرحزب مینجو در ائتلاف با دیگر احزاب نیز موفق شد اکثریت مطلق مجلس ملی کره جنوبی را به دست آورد.
وی در ۸ ژوئن ۲۰۰۴ توسط رو موو هیون رئیس‌جمهور کره جنوبی معرفی شد، در ۲۹ ژوئن توسط مجلس شورای ملی مورد تأیید قرار گرفت و در تاریخ ۳۰ ژوئن به ریاست آن رسید. در ۱۴ مارس ۲۰۰۶، او در جریان یک رسوایی به اصطلاح بازی گلف استعفا داد.
وی همچنین از سال ۱۹۹۸ تا ۱۹۹۹ به عنوان وزیر آموزش و پرورش تحت رئیس‌جمهور سابق کیم دائونگ خدمت کرده‌است، وی ریاست اصلاحات بحث‌برانگیز در آموزش و پرورش از جمله اصلاح روند ورود به کالج و کاهش سن بازنشستگی معلمان را بر عهده داشت. اولین اصلاحات او به ویژه در آن زمان با این شعار خلاصه می‌شد که خوب بودن در یک چیز برای ورود به دانشگاه کافی است، او به دلیل کاهش ظاهراً سطح دانش دانش‌آموزان دبیرستانی به اصطلاح «نسل لی هائه چان» مورد انتقاد قرار گرفت.